# Бродецька сільська рада (Катеринопільський район)
Броде́цька сільська́ ра́да — колишня адміністративно-територіальна одиниця та орган місцевого самоврядування в Катеринопільському районі Черкаської області. Адміністративний центр — село Бродецьке.

## Загальні відомості
- Населення ради: 519 осіб (станом на 2001 рік)

## Історія
05.02.1965 Указом Президії Верховної Ради Української РСР передано сільради: Бродецьку, Пальчиківську, Петраківську та Ямпільську Тальнівського району до складу Звенигородського району.

## Населені пункти
Сільській раді були підпорядковані населені пункти:
- с. Бродецьке

## Склад ради
Рада складалася з 14 депутатів та голови.
- Голова ради: Білоус Микола Петрович
- Секретар ради: Збиращенко Наталія Василівна

### Керівний склад попередніх скликань
| Прізвище, ім'я, по батькові | Основні відомості                                                         | Дата обрання | Дата звільнення |
| --------------------------- | ------------------------------------------------------------------------- | ------------ | --------------- |
| Білоус Микола Петрович      | Сільський голова, 1963 року народження, освіта вища, безпартійний         | 26.03.2006   | 31.10.2010      |
| Білоус Микола Петрович      | Сільський голова, 1963 року народження, освіта вища, член Партії регіонів | 31.10.2010   |                 |

Примітка: таблиця складена за даними сайту Верховної Ради України

### Депутати
За результатами місцевих виборів 2010 року депутатами ради стали:

#### За суб'єктами висування
| Суб'єкт висування | Кількість обраних депутатів | %   |
| ----------------- | --------------------------- | --- |
| Самовисування     | 14                          | 100 |

#### За округами
| № округу | Прізвище, ім'я, по батькові       | Дата визнання обраним | Освіта             | Партійна приналежність | Відомості про обраного депутата                     |
| -------- | --------------------------------- | --------------------- | ------------------ | ---------------------- | --------------------------------------------------- |
| 1        | Поліщук Надія Василівна           | 01.11.2010            | середня спеціальна | член Партії регіонів   | Бродецька сільська рада, головний бухгалтер         |
| 2        | Титаренко Наталія Богданівна      | 01.11.2010            | середня спеціальна | позапартійна           | тимчасово не працює                                 |
| 3        | Крикливенко Катерина Анатоліївна  | 01.11.2010            | середня спеціальна | член Партії регіонів   | Бродецьке ВПЗ, начальник відділення                 |
| 4        | Дрибас Наталія Іванівна           | 01.11.2010            | середня спеціальна | член Партії регіонів   | ТОВ «Сиророб», заготівельник                        |
| 5        | Тараненко Ніна Володимирівна      | 01.11.2010            | вища               | член Партії регіонів   | Бродецький навчально-виховний комплекс, вчитель     |
| 6        | Бершадська Тамара Миколаївна      | 01.11.2010            | вища               | позапартійна           | тимчасово не працює                                 |
| 7        | Тараненко Володимир Олександрович | 01.11.2010            | вища               | член Партії регіонів   | тимчасово не працює                                 |
| 8        | Збиращенко Наталія Василівна      | 01.11.2010            | середня спеціальна | член Партії регіонів   | Бродецька сільська рада, землевпорядник             |
| 9        | Репетило Тетяна Анатоліївна       | 01.11.2010            | вища               | позапартійна           | Бродецький навчально-виховний комплекс, директор    |
| 10       | Лисенко Наталія Андріївна         | 01.11.2010            | вища               | член Партії регіонів   | Бродецький навчально-виховний комплекс, вчитель     |
| 11       | Черкасенко Людмила Миколаївна     | 01.11.2010            | вища               | позапартійна           | Бродецький навчально-виховний комплекс, вчитель     |
| 12       | Білоус Мирослава Йосипівна        | 01.11.2010            | середня спеціальна | член Партії регіонів   | Бродецька філія Ощадбанку, контролер- касир         |
| 13       | Середа Микола Володимирович       | 01.11.2010            | середня спеціальна | член Партії регіонів   | Катеринопільська дільниця Тальнівського УПГ, слюсар |
| 14       | Дрибас Валентина Іванівна         | 01.11.2010            | середня спеціальна | член Партії регіонів   | Бродецька сільська рада, секретар                   |